# Pitt Point
Der Pitt Point (englisch, spanisch Punta Pitt) ist eine 90 m hohe Landspitze an der Südküste der Trinity-Halbinsel im westantarktischen Grahamland. Sie liegt auf der Südseite der Mündung des Victory-Gletschers in den Prinz-Gustav-Kanal und markiert nördlich die Einfahrt zur Chudomir Cove.
Der Falklands Islands Dependencies Survey (FIDS) kartierte sie im Jahr 1945 und benannte sie nach Keith Allan John Pitt (1911–1996), von 1944 bis 1945 Kapitän der RMS Fitzroy, eines Forschungsschiffs des FIDS.